# Łeonid Kosakiwski
Łeonid Hryhorowycz Kosakiwski (ukr. Леонід Григорович Косаківський; ur. 21 stycznia 1950 roku w Czerniowcach) – ukraiński polityk, pierwszy mer Kijowa na niepodległej Ukrainie, członek Rady Najwyższej Ukrainy w latach 1998–2002 (III kadencji).

## Wczesne życie i edukacja
Urodził się 21 stycznia 1950 roku w Czerniowcach. Ukończył studia na Wydziale Radiofizyki Kijowskiego Uniwersytetu Narodowego im. Tarasa Szewczenki oraz Kijowską Wyższą Szkołę Partyjną. Po ukończeniu studiów przez pięć lat pracował jako konstruktor w stołecznych zakładach „Arsenał”.

## Kariera polityczna

### Samorząd Kijowa
W latach 1980-1985 był instruktorem i kierownikiem wydziału organizacyjnego Peczerskiego Komitetu Obwodowego Komunistycznej Partii Ukrainy w Kijowie.
Od 1985 do 1988 był instruktorem i kierownikiem wydziału pracy organizacyjnej i partyjnej Komitetu Miejskiego Kijowa Komunistycznej Partii Ukrainy.
Od czerwca do grudnia 1988 roku był II sekretarzem Peczerskiego Komitetu Rejonowego Komunistycznej Partii Ukrainy w Kijowie, a od grudnia 1988 do 1991 roku pełnił funkcję I sekretarza Peczerskiego Komitetu Rejonowego Komunistycznej Partii Ukrainy w Kijowie.
W 1990 roku został wybrany do Rady Kijowa I kadencji jako kandydat bezpartyjny. W latach 1990–1991 był członkiem i wiceprzewodniczącym Komisji Rewizyjnej Komunistycznej Partii Ukrainy. W latach 1990–1992 był przewodniczącym Peczerskiej Rejonowej Rady Deputowanych Ludowych, a w latach 1991–1992 był także jej przewodniczącym.
Od kwietnia 1992 do kwietnia 1993 był przedstawicielem prezydenta Ukrainy w obwodzie peczerskim w Kijowie.
W 1994 roku w pierwszych bezpośrednich wyborach ogólnomiejskich został wybrany przewodniczącym Rady Miejskiej Kijowa. Poparło go 54,6% obywateli biorących udział w głosowaniu. Przewodniczył Komitetem Wykonawczym Rady Miejskiej Kijowa w latach 1994–1995 i Kijowską Miejską Administracją Państwową w latach 1995–1996. W latach 1994–1996 był członkiem Komisji Konstytucyjnej. W 1996 roku prezydent Łeonid Kuczma usunął go ze stanowiska szefa administracji, powołując na jego miejsce Ołeksandra Omelczenkę. W 1997 roku Kosakiwski odwołał się do sądu, twierdząc, że bezprawnie usunięto go ze stanowiska i wygrał proces.
Wraz z wejściem w życie Ustawy O samorządzie lokalnym na Ukrainie z 12 czerwca 1997 roku, jako przewodniczący Rady Kijowa objął nowo powstałe stanowisko mera Kijowa. Był tym samym pierwszym merem Kijowa w niepodległej Ukrainie.

#### Osiągnięcia Kijowa
Gdy obejmował szefostwo w samorządzie kijowskim, produkty żywnościowe w Kijowie sprzedawano na kartki, pracownicy komunikacji miejskiej strajkowali i były problemy z dostawą prądu. Dlatego wdrożył program, którego celem było usprawnienie czterech aspektów związanych z życiem w Kijowie: transport, żywność, ochrona socjalna i mieszkalnictwo. W celu sfinansowania programu wykorzystywał dotacje państwowe i zaciągał pożyczki. Za jego kadencji zbudowano wytwórnię chleba i piekarnię oraz uruchomiono młyn na Podolu. Chleb w Kijowie stał się najtańszy na Ukrainie. W Kijowie zaczęły funkcjonować nowe biznesy i organizowano koncerty. Przywrócono historyczny herb Kijowa. Powstało metro, które w 30% zostało sfinansowane przez państwo, resztę środków pokryło miasto. Na początku sprawowania rządów przez Kosakiwskiego budżet Kijowa wynosił 282 mld rubli, a pod koniec 67 bilionów.

### Parlamentarzysta
W wyborach parlamentarnych w 1998 roku został wybrany z 223. okręgu wyborczego miasta Kijów do Rady Najwyższej Ukrainy III kadencji. W związku z tym 12 maja został odwołany z urzędu mera Kijowa. Był kolejno członkiem klubów parlamentarnych Wspólnota i Batkiwszczyna oraz parlamentarzystą niezrzeszonym. W czasie swojej kadencji należał do Stałej Delegacji Rady Najwyższej Ukrainy do Zgromadzenia Parlamentarnego Rady Europy. W 2002 roku kandydował do Rady Najwyższej Ukrainy w okręgu wyborczym nr 217 w Kijowie jako kandydat bezpartyjny, ale nie został wybrany.
W latach 1996-1998 był członkiem delegacji i przedstawicielem Ukrainy na Kongresie Władz Lokalnych i Regionalnych Europy.

## Życie prywatne
Jego żoną jest Iryna – doktor nauk biologicznych i specjalistka od fizjologii stresu. W 1974 roku urodził się ich syn Serhij, który został profesorem biologii, mieszka w USA i ma dwoje własnych dzieci.
Deklaruje, że wierzy w Boga, ale rzadko uczęszcza na msze, ponieważ nie pomagają mu w wierze.